# The Ainus of Japan
The Ainus of Japan è un cortometraggio muto del 1913. Il nome del regista non viene riportato nei credit del film, un documentario girato in Giappone della lunghezza di 75 metri.

## Produzione
Il documentario fu prodotto dalla Selig Polyscope Company e venne girato in Giappone.

## Distribuzione
Distribuito dalla General Film Company, il film - un breve documentario di 75 metri - uscì nelle sale cinematografiche statunitensi il 24 gennaio 1913. Nelle proiezioni, veniva programmato con il sistema dello split reel, accorpato in un'unica bobina con un altro cortometraggio prodotto dalla Selig, la commedia The Suffragette.